# スクリプス研究所
スクリプス研究所(英語:The Scripps Research Institute 、略称：TSRI)とは、アメリカで生物医療科学の研究と教育を行っている非営利の医療研究施設である。
本部はカリフォルニア州サンディエゴ、それからフロリダ州ジュピターに施設を持つ。本研究所は、世界最大の民間の非営利生物医学研究組織であり、ノーベル化学賞受賞者のバリー・シャープレス、クルト・ヴュートリッヒ、ノーベル生理学・医学賞受賞者のアーデム・パタプティアンを始め、研究や運営に関わる2,700人のスタッフが所属している。2017の Nature インデックスでは、世界で最も影響力のある研究所とされた。 また、全米大学院ランキングでは化学部門と生物科学部門の両部門で10位以内にランクインしている。

## 歴史
TSRIの始まりは、インスリン発見に触発された篤志家Ellen Browning Scrippsによって、1924年のサンディエゴのラホヤ、今の場所の近くに設立されたスクリプス・メタボリック・クリニックにまで遡る。
- 1946年、メタボリック・クリニックは、スクリプス記念病院から分離された。
- 1956年、経営陣の新たな意思を反映して、スクリプスクリニック研究財団と改名された。
- 1970年、Frank J. Dixonが研究所ディレクターに就任
- 1977年、多角的な研究を行うため、The Research Institute of Scripps Clinicに変更
- 1986年、Dixonが退職し、研究所ディレクターは分子生物学長だったリチャード・ラーナーが任命された。
- 1989年、後にケロッグ科学技術大学と改名する教育学校プログラムを立ち上げた。
- 1991年、病院と合併し、the Scripps Institutions of Medicine and Scienceという大きな組織になる。
- 1993年、クリニック側から研究分野が切り離され独立した非営利組織 The Scripps Research Institute となった。
- 2004年、フロリダキャンパス設立
- 2012年1月1日、Michael Marlettaが社長兼CEOに就任
- 2014年7月21日、Marlettaは辞任し、ジェームズ・ポールソンが社長兼CEOに就任した。
- 2015年9月、ピーター・シュルツがCEOに、Steve A. Kayが社長に就任した。
- 2018年、研究所をScripps Researchと改名し、大学院プログラムもSkaggs Graduate School of Chemical and Biological Sciencesと改名した。

## 施設
敷地
- カリフォルニアキャンパスは、カリフォルニア大学サンディエゴ校と、トーリー・パインズ・ステート保護区の間に35エーカー (140,000 m2)の敷地を持つ。
- フロリダキャンパスは、フロリダ州パームビーチ郡にあり、フロリダ・アトランティック大学とマックス・プランク・フロリダ神経科学研究所に隣接する30エーカー (120,000 m2) の敷地を持つ。2022年にフロリダ大学と統合し、Herbert Wertheim UF Scripps Institute for Biomedical Innovation & Technologyと改名した。統合後もカリフォルニアキャンパスとの大学院プログラムは継続されている。

### 部門と施設
- Center for HIV/AIDS Vaccine Immunology & Immunogen Discovery[4]
- Center for Integrative Molecular Biosciences[4]
- Center for Metabolomics[5]
- Center for Regenerative Medicine
- Dorris Neuroscience Center[6]
- Skaggs Graduate School of Chemical and Biological Sciences
- Molecular Screening Center[7]
- IAVI's Neutralizing Antibody Center at TSRI[8]
- The Pearson Center for Alcoholism and Addiction Research[9]
- Scripps Energy & Materials Center
- Scripps Translational Science Institute[10]
- Scripps-Vanderbilt Human Chemical Sciences Institute[11]
- Skaggs Institute for Chemical Biology[12]
- Translational Research Institute[13]
- Worm Institute for Research and Medicine[14]

＜注意＞
※ 非常に間違えやすいが、カリフォルニアキャンパス隣のカリフォルニア大学サンディエゴ校のスクリプス海洋研究所は、別の組織である。
さらに紛らわしいことに、スクリプス海洋研究所の旧名称は「the Scripps Institution for Biological Research」である。

### ノーベル賞受賞者
- バリー・シャープレス
- クルト・ヴュートリッヒ
- アーデム・パタプティアン
- シドニー・ブレナー
- 故ジェラルド・モーリス・エデルマン

彼ら以外にも、マッカーサー・フェローやウルフ賞化学部門など、著名な賞を受賞した高名な科学者が多く所属する。

## 教育
Skaggs Graduate School of Chemical and Biological Sciences
2016年5月のUSニューズ&ワールド・レポートでの大学院ランキングでは、化学部門は7位（有機化学6位、生化学2位）、生物科学は9位である。
Skaggs-Oxfordプログラム
オックスフォード大学との共同PhDプログラム。学生はスクリプス研究所とオックスフォード大学の両方で研究を行う。
Florida Campus MD/PhDプログラム
フロリダ・アトランティック大学との共同MD/PhDプログラム。2011年秋に、フロリダキャンパスと連携して活動を始めた。
その他
高校生向けの支援を行っている。